# Maxmilián Boháč
Maxmilián Boháč (23. července 1882 Volyně – 1. března 1957 Plzeň) byl český akademický malíř.

## Život
Maxmilián se narodil ve Volyni, jeho otec Maxmilián Boháč byl malířských mistrem. V letech 1890–1894 absolvoval obecnou školu a dál pokračoval na zemské řemeslné škole ve Volyni. Zde jej učil kreslení prof. arch. Emil Lhota, syn malíře Antonína Lhoty. V roce 1895 tuto školu absolvoval a v dalším studiu pokračoval ve Vimperku na „Knäben Bürgerschule“. V roce 1897 školu ukončil a pracoval v otcově malířské dílně ve Volyni. V roce 1901 nastoupil na vídeňské malířské akademii ke studiu všeobecného malířství u prof. Aloise Deluga. Dva poslední roky studia trávil na vídeňské akademii společně s bratrem Aloisem. V roce 1905 Vídeň opustil a odjel do Prahy, kde úspěšně absolvoval přijímací zkoušky na pražskou malířskou akademii. Nastoupil do speciálky prof. Hanuše Schwaigera. V roce 1907 absolvoval úspěšně pražskou akademii a odjel na roční stipendium na Mnichovskou malířskou akademii. Zde setrval dva roky. Po návratu do Prahy založil v roce 1910 spolu se svými bratry „Soukromou Moderní malířskou školu akad. malíře Maxmiliána Boháče“. Na ní připravoval své studenty k přijímacím zkouškám na Uměleckoprůmyslovou školu a Akademii výtvarných umění. V roce 1915 školu zavřel a stal se asistentem kreslení na reálném gymnáziu na Smíchově. Po roce přestoupil na reálné gymnázium na Malou Stranu, kde setrval až do roku 1918. V následujících letech pokračoval ve volné tvorbě, obesílal výstavy pořádané JUV jejímž byl členem a hlavně se soustřeďoval na portrétní a krajinářskou tvorbu. V roce 1924 restauroval rudkové kresby v mázhausu táborské radnice. V roce 1928 realizoval první samostatnou výstavu bratří Boháčů v Topičově salónu. V letech 1926–1929 cestoval, navštívil Paříž a několikrát Jugoslávii, kde pobýval v Bělehradě a na Jadranském pobřeží. V roce 1935 představuje svou tvorbu i tvorbu svých bratří na výstavě „Deset let práce bratří Boháčů“, která se konala na Žofíně v Praze. Téhož roku pobýval v Paříži. Během druhé světové války pracoval Maxmilián Boháč v proboštském velkostatku ve Volyni a příležitostně se věnoval i drobnějším restaurátorským pracím. Po válce se pokusil vybudovat z rodného domu ve Volyni „Dům umění“. V roce 1954 se zúčastnil výtvarné soutěže na památník Klementa Gottwalda. V roce 1957 Maxmilián Boháč v Plzni náhle umírá na embolii. Pohřben je v rodinném hrobě na hřbitově „Malsička“ ve Volyni.

## Malířská škola Maxmiliána Boháče

### Někteří žáci, kteří školu absolvovali
- Jaromír Jindra
- Karel Holan
- Miloslav Holý
- Quido Lexa
- V. V. Novák
- Jaroslav Vodrážka
- Václav Polívka
- Jan Rambousek
- František Srp
- Bohuslav Večeřa
- Helena Zezulová

a další